# Station Carantilly-Marigny
Station Carantilly-Marigny is een spoorwegstation in de Franse gemeente Carantilly aan de lijn Lison - Lamballe en wordt bediend door treinen van TER Basse-Normandie.